# Елагин, Николай Васильевич
Никола́й Васи́льевич Ела́гин (1817—1891) — духовный писатель, цензор, действительный статский советник.

## Биография
Родился 9 (21) августа 1817 года (по другим сведениям — 12 августа) в имении Жары Нерехтского уезда Костромской губернии. Происходил из старинного дворянского рода Елагиных; один из 14 детей гвардии поручика Василия Дмитриевича Елагина (1789—1868), участника войны 1812 года. 
Учился в 1-м кадетском корпусе. В 1836—1840 годах служил в одном из конных полков. В 1840 году был командирован в канцелярию Министерства народного просвещения. В 1841—1850 годах работал в Археографической комиссии, которой со временем передал в дар собранную им коллекцию древних грамот. В это время появились его исторические сочинения: «Память о князе Дмитрии Михайловиче Пожарском» (1842), «Рассказ о киевской старине» (СПб., 1842), «Первые христианские мученики в Литве» (ЖМНП, 1843), «Елена Иоанновна, великая княгиня литовская и королева польская» (ЖМНП, 1846) и «Патриарх Иоаким и заслуги его Отечеству в гражданском, политическом и религиозном отношениях» (СПб., 1847).
Был назначен 22 апреля 1848 года сторонним цензором в Санкт-Петербургский цензурный комитет. Энциклопедический словарь Брокгауза и Ефрона указывал, что он был известен своей мелочной придирчивостью, так, например, он не позволял говорить в повестях о дуэлях на том основании, что дуэли запрещены законом; любовные сцены он разрешал тогда только, когда они приводили к законному браку; самоубийство не допускалось ни под каким видом, как преступление, осуждаемое церковью и караемое уголовным кодексом. Кроме того, он кардинально переписывал цензурируемые им сочинения: изменял печальный конец в совершенно благополучный, заставлял раскаиваться злодеев…
Елагин обращался самым бесцеремонным образом с сочинениями, которые шли через его цензуру; он редактировал их как хотел: не только зачеркивая все, что не приходилось ему по вкусу, но и вставляя от себя благочестивые и «патриотические» размышления, переделывая даже содержание повестей, изменяя печальный конец рассказа в совершенно благополучный. 
В 1857 году, 29 апреля, Елагин был назначен чиновником особых поручений при Главном управлении цензуры, где и прослужил до 1860 года; 1 февраля 1860 года он был назначен чиновником особых поручений при Министерстве народного просвещения по делам Варшавского учебного округа и вскоре вышел в отставку в чине действительного статского советника. Он также состоял членом-ревизором Человеколюбивого общества.
Умер 31 октября (12 ноября) 1891 года в Санкт-Петербурге. Был похоронен на кладбище Новодевичьего монастыря.

## Издательская и писательская деятельность
К концу 1850-х годов у Елагина появилось желание принять монашеский постриг, о чём свидетельствует его переписка с Феофаном Затворником и валаамским игуменом Дамаскином. 
Елагин был большим почитателем Тихона Задонского, именно ему принадлежала идея основания Тихоновского женского монастыря на берегу Короцкого озера, где этот святой родился; будучи крупным помещиком, он внёс значительную сумму денег на строительство монастыря. Елагин принимал непосредственное участие в сборе житийных материалов, в частности в архиве Воронежской духовной консистории, беседовал со старыми прихожанами, записывал свидетельства о чудесах, а также выступил в роли редактора и издателя книги «Жизнь святителя Христова Тихона I, епископа Воронежского и Елецкого, с присовокуплением избранных мест из его творений» (М., 1861); затем составил и издал «Изложение христианского учения православной кафолической церкви в письмах, извлеченное из творений св. отцов и учителей церкви, преимущественно святителя Тихона Задонского» (СПб., 1869).
Елагин занимался историей Саровской пустыни. Он стал автором первого капитального труда о Серафиме Саровском: в 1861 году Саровский монастырь обратился к нему с просьбой подготовить на основе имеющихся публикаций и архивных данных житие преподобного Серафима; Н. А. Мотовилов в августе 1861 года передал ему дополнительные материалы; в результате Елагин составил, отредактировал и издал в 1863 году в Санкт-Петербурге жизнеописание преподобного — «Житие старца Серафима, Саровской пустыни иеромонаха, пустынножителя и затворника. С приложением его наставлений и келейного молитвенного правила».
В 1864 году в Санкт-Петербурге вышло историческое описание Валаамского монастыря.  
Публикаторская деятельность Елагина началась с издания «Писем о христианской жизни» (СПб., 1858—1860. Вып. 1—4) святителя Феофана Затворника; он состоял в активной переписке с ним: было известно 235 их писем.
Им были изданы книги анонимного автора, с которым он был солидарен: «Дух и заслуги монашества для Церкви и общества» (1874) и «Белое духовенство и его интересы» (СПб., 1881), «Несколько слов о монашестве прежнем и нынешнем» (СПб., 1891).
Под своим именем Н. В. Елагин напечатал также: «Очерк жизни князя Платона Александровича Ширинского-Шихматова» (СПб., 1855); «Жизнь княгини Орловой-Чесменской» (СПб., 1853); «Письма о христианской жизни» (СПб., 1858); «Первые христианские мученики в Литве» (ЖМНП. Ч. XXXVIII); «Сравнение древних грамот и актов городов Вильно, Трок, Ковно и проч.» (ЖМНП. Ч. XXXIX); «Фрески XI в., открытые в Киево-Софийском соборе» (ЖМНП. Ч. XLI), «О передаче брачных дел из духовного суда в светский» (М., 1879) и др. Ему же приписывают изданные в Берлине в 1859 году книги: «Русское духовенство» и «Искандер Герцен».
В 1859 году Елагину были переданы княгиней Татьяной Борисовной Потёмкиной собранные о духовнике Н. В. Гоголя протоиерее Матфее материалы. Николай Васильевич находился также в тесной дружбе с профессором МДА П. С. Казанским, который по просьбе Елагина и составил «Житие иже во святых отца нашего Тихона, епископа воронежского, чудотворца всея России» (СПб., 1871 — для народного чтения; такое же сочинение, более пространное, было издано позже — 2 изд., 1862)
Елагин постоянно подчеркивал значение монашества и особенно архиереев — преемников апостольских, поскольку падение роли епископата приводит к протестантизму. Часть белого духовенства, по мнению Елагина, отличалась недолжным исполнением пастырских обязанностей и стремлением к власти, что приводило к возникновению церковных и общественных нестроений. Он выступал против принципа выборности духовенства, перехода под начало белых священников духовно-учебных заведений; говорил о необходимости монастырского характера воспитания семинаристов. Распространение науки, печати, образования в обществе, по его мнению, ослабляют церковный дух и готовят почву для либерализма, а затем и нигилизма. Он подвергал критике гражданскую власть, начиная с  Петра I, за «мирское направление». Основной задачей он считал устранение всего, что может стеснять, подавлять проявления духовности церкви, лишать её возможности без ограничений исполнять своё предназначение — вести верующих к спасению.